# SC Union Nettetal
Der SC Union Nettetal (offiziell: Sportclub Union Nettetal 1996 e. V.) ist ein Sportverein aus Nettetal im Kreis Viersen. Die erste Fußballmannschaft der Männer spielte von 2018 bis 2025 in der Oberliga Niederrhein.

## Geschichte
Der Verein entstand im Jahre 1996 durch die Fusion des im Jahre 1902 gegründeten Lobbericher SC 02 mit dem 1908 gegründeten Verein Union Breyell. Der SC Union hat 900 Mitglieder und bietet neben Fußball noch Badminton, Lauftreff, Radsport und Tennis an. Erfolgreichster Vorgängerverein war der Lobbericher SC. Dieser stieg im Jahre 1994 in die Verbandsliga Niederrhein auf. Nach einem fünften Platz in der Aufstiegssaison 1994/95 stieg die Mannschaft ein Jahr später wieder ab. Der Lobbericher SC brachte mit Wolfram Klein einen Zweitligaspieler hervor, während mit Karl Del’Haye ein ehemaliger deutscher Nationalspieler seine Karriere in Lobberich ausklingen ließ. Darüber hinaus startete mit Anneliese Gerhards eine mehrfache deutsche Meisterin im Speerwurf für den Lobbericher SC.
Die Fußballer des SC Union starteten nach dem Abstieg des Lobbericher SC aus der Verbandsliga in der Landesliga. Nach einer Vizemeisterschaft 1999 hinter dem Hülser SV stiegen die Nettetaler ein Jahr später in die Verbandsliga Niederrhein auf. Im Jahre 2004 stieg der SC Union wieder ab. Zurück in der Landesliga wurden die Nettetaler 2008 Vizemeister hinter der zweiten Mannschaft des SV Straelen und zwei Jahre später Vizemeister hinter den Sportfreunden Baumberg. In der Aufstiegsrunde zur Verbandsliga 2010 scheiterten die Unioner nur aufgrund der schlechteren Tordifferenz gegenüber dem 1. FC Bocholt. Zwei Jahre später stiegen die Nettetaler in die Bezirksliga ab, schafften aber den direkten Wiederaufstieg.
Nach mehreren Jahren im Mittelfeld der Landesliga wurde der SC Union dann im Jahre 2018 Dritter hinter dem TSV Meerbusch und dem SC Velbert. Da keine niederrheinische Mannschaft aus der Regionalliga West abstieg wurden Entscheidungsspiele der Landesligadritten um den Aufstieg in die Oberliga Niederrhein angesetzt, wo die Nettetaler auf die Sportfreunde Niederwenigern trafen. Das Hinspiel in Niederwenigern wurde mit 0:1 verloren. Das Rückspiel in Nettetal endete mit 1:0 nach Verlängerung für die Unioner, so dass die Entscheidung im Elfmeterschießen fallen musste. Hier setzten sich die Nettetaler mit 5:4 durch und stiegen in die Oberliga auf.
In der Saison 2023/24 wirkte Granit Xhaka von Bayer 04 Leverkusen im Rahmen seiner Trainerausbildung mehrere Male als Coach beim Training mit. Sein Schwager Leonard Lekaj spielt seit Jahren für diesen Verein. 2025 stiegen die Nettetaler wieder in die Landesliga ab.

## Persönlichkeiten
- Sharon Beck
- Chiquinho
- Said Daftari
- Tuğrul Erat
- Thomas Hoersen
- Marco Ketelaer
- Niklas Linke
- Blerim Rrustemi
- Daria Streng
- Rafał Wodniok